# Leif Holmstrand
Leif Olof Holmstrand, född 18 april 1972 i Mariannelund i Hässleby församling i Jönköpings län, är en svensk författare och konstnär. Han debuterade 2002 som poet och har bland annat tidigare varit verksam under pseudonymen Anna-Maria Ytterbom.

## Biografi
Han kom under uppväxtåren till Kungsbacka i Halland och Dals Ed i Dalsland, och är idag bosatt i Malmö. 
Leif Holmstrand utbildade sig på Konsthögskolan i Malmö med examen 2002, samma år som han debuterade med diktsamlingen Stekelgång.
Han utsågs till "Årets bästa" i kategorin Konst 2006 av tidningen Nöjesguiden, med motiveringen "Leif Holmstrand kör benhårt sitt race med virkade och stickade skulpturer, skräckinjagande performances, tvättlineinstallationer och dinglande barnvagnar. Dessutom skriver han utmärkt poesi. En konstnär och författare som sätter Malmö på Sverigekartan – inom mycket kort även på världskartan."
Holmstrand publicerade tre diktsamlingar under pseudonymen Anna-Maria Ytterbom på OEI editör, innan han i juni 2009 avslöjade sin rätta identitet.

## Priser och utmärkelser
- 2005 – IASPIS Ateljéstipendium Tokyo
- 2006 – Edstrandska stiftelsens stipendium
- 2008 – Kallebergerstipendiet
- 2011 – Albert Bonniers stipendiefond för yngre och nyare författare
- 2018 – Mare Kandre-priset
- 2020 – Barbro & Holger Bäckströms stipendium
- 2021 – Ekelöfpriset
- 2024 – Sydsvenska Dagbladets kulturpris